# Карпеш, Борис Петрович
Борис Петрович Карпеш (10 января 1927, Курган, Уральская область — 24 марта 1995, Курган) — машинист локомотивного депо станции Курган Южно-Уральской железной дороги. Герой Социалистического Труда (1959).

## Биография
Борис Петрович Карпеш родился 10 января 1927 года в семье машиниста паровозного депо станции Кургане в городе Кургане Курганского округа Уральской области, ныне город — административный центр Курганской области. Белорус. Отец — выходец из села Хомичи современной Брестской области Белоруссии, юношей приехал на строительство транссибирской магистрали, в Кургане стал машинистом. После школы по стопам пошел сын.
В суровом военном 1942 году после окончания восьми классов школы № 30 Борис пошел работать на железную дорогу, в депо станции Курган. Вначале был слесарем по ремонту, кочегаром, помощником машиниста. В 1944 году, в 17 лет, повел локомотив самостоятельно, стал самым молодым машинистом на Южно-Уральской железной дороги. Но ещё год пришлось работать на маневрах в ожидании восемнадцати лет. Учителем и наставником будущего героя был легендарный Иван Петрович Блинов.
В 1947 году организовал комсомольский экипаж. В первый год работы экипаж паровоза ФЭД-3169 «Комсомолец» выполнил обязательство: увеличить пробег между подъемочными ремонтами до ста тысяч километров — молодые паровозники выполнили успешно. Старший машинист Борис Карпеш был награждён значком «Почётному железнодорожнику», его друзья значками «Отличный паровозник».
Работая машинистом, Карпеш был инициатором внедрения передовых методов вождения локомотивов. Ежегодно перевозил сверх нормы от 11 до 13 тысяч тонн грузов и экономил свыше 100 тонн топлива, обеспечивал устойчивую работу локомотива в зимних условиях, постоянно содержал его в технически исправном состоянии. В 1949 году доставил из Шумихи поезд весом в 6250 тонн. От переходного мостика до горловины по станционным путям растянулись вагоны — 322 оси. Такого в депо не помнили со времени вождения тяжеловесных поездов Блиновым.
С 1950 года член ВКП(б), в 1952 году партия переименована в КПСС.
В 1955 году заочно окончил Челябинский техникум железнодорожного транспорта. В связи с электрификацией Южно-Уральской железной дороги и переходом с паровозов на электровозы Карпеш окончил в 1956 году Челябинскую школу машинистов электровозов.
Зимой 1956 года из Кургана отправился первый электровоз. С этого времени работал в депо Курган машинистом-инструктором. В 1957—1959 годах он возглавлял комсомольско-молодёжную колонну машинистов электровозов, которая была лучшей в Курганском отделении дороги.
Указом Президиума Верховного Совета СССР от 1 августа 1959 года за выдающиеся успехи, достигнутые в развитии железнодорожного транспорта Карпешу Борису Петровичу присвоено звание Героя Социалистического Труда с вручением ордена Ленина и Золотой медали «Серп и молот».
Более 40 лет трудился машинистом. За 1958—1961 годы машинист-инструктор Карпеш обучил вождению поездов на электрической тяге более 20 машинистов. Работал на шестиосных «ВЛ22», пассажирских «ЧС», мощных «Н8», «ВЛ8», изучил «ВЛ10» — и это за какие-то 10—15 лет.
Много раз избирался членом Курганского обкома КПСС и парткома депо, депутатом Курганского городского Совета народных депутатов. В 1961 году был делегатом XXII съезда КПСС.
9 мая 1985 года, на параде в честь 40-летия Победы, Б. П. Карпеш возглавил колонну тружеников трудового фронта. Ему доверили пронести по Красной площади Красное знамя.
Жил в городе Кургане.
Борис Петрович Карпеш скончался 24 марта 1995 года. Похоронен на Новом Рябковском кладбище города Кургана Курганской области, на центральной аллее кладбища. В 2010-е годы был обновлён надгробный памятник.

## Награды
- Герой Социалистического Труда, 1 августа 1959 года
  - Медаль «Серп и Молот»
  - Орден Ленина
- Медаль «В ознаменование 100-летия со дня рождения Владимира Ильича Ленина»
- Медаль «За доблестный труд в Великой Отечественной войне 1941—1945 гг.»
- два знака «Почётному железнодорожнику»

## Память
- Мемориальная доска на доме где жил Б. П. Карпеш, г. Курган, ул. Красина, 84, установлена в 2008 году[3]
- Мемориальная доска на здании школы № 30, где учился, г. Курган, ул. Станционная, 26[4]
- Барельеф на памятнике железнодорожникам — Героям Социалистического Труда у здания железнодорожного вокзала города Кургана.